# داباغليفلوزين

داباغليفلوزين (بالإنجليزية: Dapagliflozin)‏ (اسم دولي غير مسجل الملكية/اسم معتمد أمريكي، الاسم التجاري فاركسيغا (بالإنجليزية: Farxiga)‏ في الولايات المتحدة فوركسيغا (بالإنجليزية: Forxiga)‏ في الاتحاد الأوروبي) هو دواء من درجة غليفلوزين (بالإنجليزية: gliflozin)‏، ويستخدم لعلاج مرض السكري من النوع الثاني. تم تطويره من قبل بريستول-مايرز سكويب بالشراكة مع شركة أسترا زينيكا.

## الاستخدامات الطبية
في يوليو عام 2011، أوصت لجنة إدارة الغذاء والدواء (FDA) الأمريكية، بعدم الموافقة على الدواء حتى توفر مزيد من البيانات المتاحة.
في أبريل 2012، مجلس المنتجات الطبية ذات الاستخدام البشري (CHMP) من وكالة الأدوية الأوروبية أصدرت رأيا إيجابيا على الدواء. ويتم تسويقه الآن في عدد من الدول الأوروبية.
في 8 يناير 2014، وافقت إدارة الغذاء والدواء على داباغليفلوزين للسيطرة على نسبة السكر في الدم، مع اتباع نظام غذائي وممارسة التمارين الرياضية، في البالغين الذين يعانون من داء السكري من النوع 2. في أكتوبر 2014، وافقت إدارة الغذاء والدواء على تركيبة منتج من داباغليفلوزين وميتفورمين هيدروكلوريد الموسعة، سمي بـ (بالإنجليزية: Xigduo XR)‏.

## آثار الجانبية
بما أن داباغليفلوزين يؤدي إلى بيلة سكرية ثقيلة (أحيانًا تصل إلى حوالي 70 جرامًا في اليوم) يمكن أن يؤدي إلى فقدان الوزن السريع والتعب. يعمل الجلوكوز كمدر للبول التناضحي (هذا التأثير هو سبب التبول في مرض السكري) مما قد يؤدي إلى الجفاف. يمكن أن تؤدي زيادة كمية الجلوكوز في البول إلى تفاقم العدوى المصاحبة بالفعل لمرض السكري، خاصة التهابات المسالك البولية وداء القلاع (داء المبيضات). نادرًا ما يرتبط استخدام دواء SGLT2، بما في ذلك داباجليفلوزين، بالتهاب اللفافة الناخر في العجان، ويسمى أيضًا بغنغرينة فورنير. يرتبط داباغليفلوزين أيضًا بتفاعلات خافضة لضغط الدم. هناك مخاوف من أنه قد يزيد من خطر الإصابة بالحماض الكيتوني السكري.

## آلية العمل
يمنع داباغليفلوزين النوع الفرعي 2 من بروتينات نقل الجلوكوز الصوديوم (SGLT2) المسؤولة عن 90% على الأقل من إعادة امتصاص الجلوكوز في الكلى. يؤدي حظر آلية النقل هذه إلى التخلص من جلوكوز الدم عن طريق البول. في التجارب السريرية، خفض داباغليفلوزين HbA1c بنسبة 0.6 نقطة مئوية مقابل العلاج الوهمي عند إضافته إلى الميتفورمين.
فيما يتعلق بتأثيراته الوقائية في فشل القلب، يُعزى ذلك في المقام الأول إلى التأثيرات الديناميكية الدموية، حيث تقلل مثبطات SGLT2 حجم الأوعية الدموية من خلال إدرار البول التناضحي وإدرار البول. وبالتالي قد يؤدي هذا إلى انخفاض في الحمل السابق والحمل اللاحق، وبالتالي تخفيف عبء العمل القلبي وتحسين وظيفة البطين الأيسر.

### الانتقائية
يقل IC50 لـ SGLT2 عن ألف جزء من IC50 لـ SGLT1 (1.1 مقابل 1390 نانومول/لتر)، بحيث لا يتداخل الدواء مع امتصاص الجلوكوز المعوي.

## بحث
التجارب السريرية لتقييم فعالية الدواء للمرضى الذين يعانون من مرض السكري النمط الأول لا تزال جارية.

## وصلات خارجية
- Farxiga
- معلومات الوصف الكامل